# Bagrat V di Georgia
Bagrat V Bagration (in georgiano ბაგრატ V?; ... – 1395), anche detto Bagrat il Grande (in georgiano აგრატ დიდი?, Bagrat Didi), fu re della Georgia dal 1360 alla sua morte. Nel corso del suo regno dovette affrontare le prime devastanti Invasioni timuridi e fu costretto a convertirsi all'Islam.

## Biografia

### Primi anni di regno
Bagrat V nacque dal matrimonio tra il re Davide IX e sua moglie, Sindukhtar Jaqeli. Il giovane Bagrat fu probabilmente associato al trono come co-reggente nel 1355. Cinque anni dopo Davide IX morì e Bagrat fu incoronato a Kutaisi dal Catholicos Patriarca Shio I. Lo storico Vakhushti Bagration descrisse Bagrat V come cristiano che «onorava le persone consacrate a Dio», oltre che sovrano pacifico, clemente ed intrepido in battaglia.
Il re Bagrat V dovette ben presto far fronte a suoi primi ostacoli. Nel 1362 i montanari della Svanezia si rivoltarono contro il potere reale e devastarono la Georgia occidentale fino a Kutaisi, la quale subì un incendio. Bagrat V rispose attivamente a questa ribellione ed incaricò  il duca di Rach'a, accompagnato dalle truppe di Cachezia ed Erezia, ad affrontare i rivoltosi a Etzer. I Dadiani di Mingrelia, uniti ai principi di Guria, Abcasia ed Armenia settentrionale, vennero a loro volta in aiuto delle truppe del duca di Rach'a, rafforzando le armate reali. Alla fine, lo stesso Bagrat V guidò di persona una coalizione di forze provenienti da Lechkhumi, Klarjeti, Imerezia e Cartalia, penetrando in Svanezia e sterminando i ribelli. Il re obbligò gli abitanti della Svanezia a sottomettersi all'autorità di Tbilisi ancora una volta ed imprigionò l'eristavi locale, al cui posto piazzò un certo Guelovani.
Poco dopo questo conflitto interno, Bagrat V fronteggiò la prima minaccia esterna, quando dei turchi provenienti dai territori chupanidi realizzarono un'incursione in Meschezia. Il re georgiano rispose con delle misure efficaci e, con 12000 uomini, si diresse nella zona del fiume Aras. In tal modo poté prendere di sorpresa i turchi e li affrontò in una vittoriosa battaglia. Bagrat V tornò quindi in Meschezia con bottini e prigionieri. Nello stesso periodo egli nominò Beka II Jaqeli come principe del Samtskhe-Saatabago.
Tuttavia, questi successi militari furono presto dimenticati a causa della riapparizione della peste bubbonica verso il 1365. L'epidemia causò la morte di un grande numero di persone. Perse la vita anche la moglie di Bagrat V, Elena di Trebisonda, nel 1366. In questo periodo di grave crisi, il sovrano perse anche il controllo della provincia frontaliera di Shaki, divenuta un emirato indipendente sotto la guida di Sidi Ahmed Orlat.
Quando la crisi venne superata, Bagrat V si attivò per risanare l'economia nazionale, fortemente danneggiata. Durante gli anni di pace che seguirono, la Georgia si sviluppò culturalmente, politicamente ed economicamente. Il re compensò la perdita di Shaki riducendo a vassalli i vicini Stati musulmani di Arran, Movacan e Dvin. In ambito interno, Bagrat V centralizzò il potere reale. Nel 1373 i turchi tornarono all'assalto ed invasero la Giavachezia, venendo però sconfitti nella decisiva battaglia di Alstantan.

### Il contesto internazionale

Il Caucaso nel 1380

A livello internazionale la Georgia si trovava circondata da nazioni musulmane ostili, quali lo Širvan, l'Arran, le terre controllate dai chupanidi ed i turchi. Solo l'Impero di Trebisonda garantiva a Bagrat V un ponte diplomatico verso il mondo bizantino ed europeo. Non a caso, la prima moglie del re, Elena, era figlia del defunto imperatore Basilio I, mentre la seconda, Anna, era figlia del contemporaneo imperatore Alessio III. La stima goduta da Bagrat V presso l'Impero di Trebisonda è ben testimoniata dalla descrizione di lui fornita dal cronista greco Michele Panareto, che lo definì «capo militare prodigioso».
Oltre che con Trebisonda, Bagrat V trattenne relazioni diplomatiche con la Chiesa cattolica, allora guidata da papa Gregorio XI. Nel 1370 il re ricevette una delegazione composta dall'arcivescovo di Tessalonica e da 25 missionari francescani. Ad essi seguirono nel 1373 parecchi altri francescani, i quali istituirono nel 1382 due conventi a Tbilisi e Akhaltsikhe. Queste iniziative vennero intraprese nel quadro dell'estensione dell'influenza romana in Oriente e, specialmente, nel Caucaso. Bagrat V approfittò di questo tentativo di convertire la Georgia al cattolicesimo per costituire dei legami con l'Europa occidentale in vista di una cooperazione economica.
Nel Caucaso la Georgia di Bagrat V occupò la posizione dominante. La quasi totalità della Transcaucasia era compresa all'interno del Regno di Georgia, ad eccezione dello Širvan e dell'Arran. Bagrat V conquistò il rispetto della comunità armena, dalla quale era descritto come monarca «vittorioso e potente». Inoltre, anche popolazioni della montagnosa Ciscaucasia accettarono la formale dominazione georgiana, cosa che incrementò ulteriormente la sfera d'influenza di Bagrat V fino alle terre dei lezgini.

### L'invasione timuride
Mentre la Georgia tentava di svilupparsi internamente e di restaurare la sua influenza all'estero, un nuovo potere fece la sua comparsa in Medio Oriente. Tra il 1363 ed 1370 un giovane generale di nome Tamerlano iniziò a consolidare un impero esteso dalla Transoxiana alla Corasmia. Egli aveva in progetto la restaurazione dell'enorme potenza politica costituita dal suo antenato Gengis Khan e per questo entrò in guerra contro il suo antico alleato Toktamish, potente khan dell'Orda d'Oro. Fu in questo quadro che Tamerlano si presentò nel Caucaso. Egli aveva infatti l'intenzione di creare uno scudo difensivo contro l'Orda d'oro e, a tale fine, prese Kars e Erzerum nel 1386. Malgrado l'origine strategica delle campagne timuridi in Georgia, lo Zafar Nama, la cronaca ufficiale del regno di Tamerlano, qualifica queste azioni come missioni per diffondere la fede musulmana in seno ad una nazione cristiana.
A seguito delle sanguinose razzie nel Caucaso orientale, nel corso delle quali egli devastò il Tabasarran, provincia vassalla della Georgia, Tamerlano e le sue numerose armate penetrarono nel regno di Bagrat V attraverso Erevan e devastarono l'Armenia settentrionale (a quel tempo parte integrante della Georgia). L'atabeg di Meschezia, Beka II Jaqeli si presentò davanti a Tamerlano per offrirgli la propria sottomissione, lasciando Bagrat V senza sostegno militare nel sud. Deciso a resistere all'invasore, il re georgiano si trincerò a Tbilisi e si preparò all'imminente attacco, mentre il suo figlio maggiore (e co-regnante) fu mandato a Samtsverissi.
La già poderosa cittadella di Tbilisi fu rinforzata a velocità impressionante in preparazione dell'assedio. La guarnigione della capitale era composta dai migliori soldati del paese. Tamerlano però, da abile stratega, iniziò a circondare la città, tagliando tutte le vie d'accesso al fine di impedire l'afflusso di eventuali rinforzi militari. I principali esponenti della nobiltà georgiana abbandonarono Tbilisi per rifugiarsi presso i loro rispettivi domini, mentre solo i più fedeli compagni del re restarono al suo fianco. Il 21 novembre 1386 le truppe di Tamerlano entrarono a Tbilisi. Avendo perso ogni speranza di liberazione, Bagrat V, in testa ai propri soldati, si lanciò disperatamente contro i timuridi. Le Cronache georgiane narrano che il re disse alla propria guarnigione: «morire per la fede del Cristo è una sorte più bella e desiderabile che sottomettersi e subire la legge del conquistatore.»
La battaglia che seguì si rivelò molto sanguinosa, causando serie perdite in entrambi gli schieramenti. Gli ultimi sopravvissuti di parte georgiana proseguirono la difesa di Tbilisi, impedendo a Tamerlano di completare il suo progetto iniziale, teso a conquistare la città rapidamente. Gli arcieri georgiani causarono nuove pesanti perdite ai musulmani timuridi, ma gli invasori riuscirono comunque ad annientare i bastioni di Tbilisi. A questo punto, essi devastarono la città, bruciarono gli edifici religiosi, massacrarono molti abitanti e presero centinaia di prigionieri. Armi alla mano, Bagrat V fu catturato e condotto da Tamerlano.
Prigioniero degli invasori, il re fu costretto a seguire Tamerlano nel suo cammino attraverso la Transcaucasia. Dopo aver abbandonato Tbilisi, dove lasciarono una forte guarnigione, i timuridi si recarono nella regione desertica di Qaraïa. Da lì, il seguito di Tamerlano raggiunse il Karabakh, da dove l'emiro decise di sopraintendere a una nuova ondata di razzie in Georgia. Tale decisione era stata probabilmente originata dal rifiuto di Bagrat V di convertirsi all'Islam. Tbilisi fu quindi nuovamente devastata.
Numerose chiese furono distrutte, bruciate o saccheggiate, tra cui anche la chiesa cattolica di Mtskheta e la gloriosa cattedrale di Svetitskhoveli, cuore spirituale dell'ortodossia georgiana. Le cronache georgiane testimoniano anche di un fatto accaduto a Kvabta-Khevi, dove una moltitudine di religiosi ed abitanti, rei di aver rifiutato la conversione all'Islam, fu rinchiusa nella chiesa locale, poi messa a fuoco. Tornando al sud, i timuridi devastarono Ruisi e distrussero la cattedrale di Urbnisi, per poi dirigersi in Cachezia ed Erezia.
Con Bagrat V prigioniero, il Regno di Georgia si trovò ad essere guidato de facto dal figlio del re, Giorgio, rifugiato in Imerezia. A questo punto, al fine di salvare il popolo georgiano dagli attacchi timuridi, il cristiano ortodosso Bagrat V accettò di convertirsi all'Islam, divenendo il primo sovrano musulmano della Georgia. Il re si convertì insieme alla moglie ed offrì numerosi doni a Tamerlano, tra cui anche una preziosa cotta di maglia appartenuta al grande Davide IV il Fondatore. Restando affascinato dai doni e apprezzando l'atto della famiglia reale, Tamerlano liberò Bagrat V, la regina Anna ed il principe Davide. Essi poterono tornare liberi in Georgia, portando con sé anche i doni offerti.
Tamerlano affidò al suo nuovo vassallo georgiano un esercito di 12000 uomini al fine di assoggettare l'intero paese. Tuttavia, Bagrat V giunse a fare massacrare queste truppe nel corso dei combattimenti contro le truppe georgiane ancora guidate da suo figlio Giorgio. Tamerlano, furioso per il comportamento del sovrano, tornò a Tbilisi e la rimise a soqquadro, ma fu presto costretto ad abbandonare la Georgia per sedare una rivolta ad oriente.
La Georgia si riprese lentamente da questa catastrofe ed il re poté ristabilire la propria sovranità sull'Imerezia dopo la morte di Giorgio I, nel 1392. L'Imerezia infatti non era più sotto il controllo di Bagrat dal 1387, quando il principe Alessandro I si era autoproclamato re della regione. Bagrat V morì nel 1395, lasciando il regno nelle mani del figlio Giorgio VII.

## Famiglia
Bagrat V sposò due principesse dell'Impero di Trebisonda. Il primo matrimonio fu con Elena, figlia di Basilio I e morta di peste nel 1366. Il secondo matrimonio fu con Anna, figlia di Alessio III. Dalla prima unione nacque il successore Giorgio VII, mentre dalla seconda nacquero Costantino I, Davide e le figlie Tamara e Olimpia, andate in sposa a principi georgiani.

## Ascendenza
|                      |   |                      | Genitori |  |  | Nonni |  |  | Bisnonni               |  |  | Trisnonni             |  |
|                      |   |                      |          |  |  |       |  |  | Demetrio II di Georgia |  |  | Davide VII di Georgia |  |
|                      |   |                      |          |  |  |       |  |  | Demetrio II di Georgia |  |  | Davide VII di Georgia |  |
|                      |   | Gvantsa Kakhaberidze |          |  |  |       |  |  | Demetrio II di Georgia |  |  |                       |  |
| Giorgio V di Georgia |   |                      |          |  |  |       |  |  | Demetrio II di Georgia |  |  |                       |  |
|                      |   | Natela Jaqeli        | …        |  |  |       |  |  |                        |  |  |                       |  |
|                      |   | Natela Jaqeli        | …        |  |  |       |  |  |                        |  |  |                       |  |
|                      |   | Natela Jaqeli        | …        |  |  |       |  |  |                        |  |  |                       |  |
| Davide IX di Georgia |   | Natela Jaqeli        |          |  |  |       |  |  |                        |  |  |                       |  |
|                      |   | …                    | …        |  |  |       |  |  |                        |  |  |                       |  |
|                      |   | …                    | …        |  |  |       |  |  |                        |  |  |                       |  |
|                      |   | …                    | …        |  |  |       |  |  |                        |  |  |                       |  |
| …                    |   | …                    |          |  |  |       |  |  |                        |  |  |                       |  |
|                      |   | …                    | …        |  |  |       |  |  |                        |  |  |                       |  |
|                      |   | …                    | …        |  |  |       |  |  |                        |  |  |                       |  |
|                      |   | …                    | …        |  |  |       |  |  |                        |  |  |                       |  |
| Bagrat V di Georgia  |   | …                    |          |  |  |       |  |  |                        |  |  |                       |  |
|                      | … | …                    |          |  |  |       |  |  |                        |  |  |                       |  |
|                      | … | …                    |          |  |  |       |  |  |                        |  |  |                       |  |
|                      | … | …                    |          |  |  |       |  |  |                        |  |  |                       |  |
| Qvarqvare I Jaqeli   | … |                      |          |  |  |       |  |  |                        |  |  |                       |  |
|                      |   | …                    | …        |  |  |       |  |  |                        |  |  |                       |  |
|                      |   | …                    | …        |  |  |       |  |  |                        |  |  |                       |  |
|                      |   | …                    | …        |  |  |       |  |  |                        |  |  |                       |  |
| Sindukhtar Jaqeli    |   | …                    |          |  |  |       |  |  |                        |  |  |                       |  |
|                      |   | …                    | …        |  |  |       |  |  |                        |  |  |                       |  |
|                      |   | …                    | …        |  |  |       |  |  |                        |  |  |                       |  |
|                      |   | …                    | …        |  |  |       |  |  |                        |  |  |                       |  |
| …                    |   | …                    |          |  |  |       |  |  |                        |  |  |                       |  |
|                      |   | …                    | …        |  |  |       |  |  |                        |  |  |                       |  |
|                      |   | …                    | …        |  |  |       |  |  |                        |  |  |                       |  |
|                      |   | …                    | …        |  |  |       |  |  |                        |  |  |                       |  |
|                      |   | …                    |          |  |  |       |  |  |                        |  |  |                       |  |